# Odair Baia
Odair Pericles dos Ramos Jesús da Costa Baia (ur. 11 kwietnia 1978) – lekkoatleta z Wysp Świętego Tomasza i Książęcej, olimpijczyk.

## Kariera
Wystąpił na Letnich Igrzyskach Olimpijskich 1996 w eliminacjach biegu na 100 m. Z wynikiem 11,05 zajął ostatnią 8. pozycję w swoim biegu eliminacyjnym, osiągając 96. wynik wśród 106 startujących zawodników. W tej samej konkurencji pojawił się na starcie mistrzostw świata w 1995 roku, osiągając ostatnie 8. miejsce w biegu kwalifikacyjnym (11,19). Wystartował także w eliminacjach biegu na 400 m podczas mistrzostw świata w 1997 roku – zajął przedostatnie 6. miejsce w swoim biegu eliminacyjnym (46,48), wyprzedzając Czecha Jana Poděbradskiego. Był to 30. wynik eliminacji (startowało 50 sprinterów). Na najkrótszym sprinterskim dystansie wziął udział w mistrzostwach świata juniorów w 1994 roku (odpadł w eliminacjach z wynikiem 12,03).
Rekordy życiowe: bieg na 100 m – 10,86 (1997); bieg na 200 m – 21,42 (1997). Jego rekord życiowy w biegu na 200 m był w 2017 roku aktualnym rekordem Wysp Świętego Tomasza i Książęcej.